# Bogoslovka (Bélgorod)
|  | Per a altres significats, vegeu «Bogoslovka». |

Bogoslovka - Богословка (rus) - és un poble de l'óblast de Bélgorod, a Rússia. El 2016 tenia 382 habitants. Pertany al districte (raion) de Gubkin.